# 松岡雅幸
松岡 雅幸（まつおか まさゆき、1992年7月12日 - ）は、日本のゲームプロデューサー、実業家。大阪府大阪市平野区出身。
一般社団法人ゲームカルチャー協会代表理事、株式会社GameWith ContentsStudioのCCOなどを兼任。

## 経歴
2016年、近畿大学理工学部情報学科卒業。
サイバーエージェントグループ、株式会社イーラインへゲーム新規事業ディレクターとして入社。6か月で親会社シーエーモバイル所属に変更となる。
2018年7月、Google cloud platform(GCP)の日本正規代理店クラウドエースから新規事業案のオファーを受け転職。
2019年1月、現吉積情報HDの吉積礼敏、元スクウェアエニックス 米国法人COO岡田大士郎と、一般社団法人ゲームカルチャー協会を設立する。
2019年8月、株式会社GameWithへ部長補佐ディレクターとして入社。攻略部、人事部、新規事業、開発部を歴任。
2020年、情報経営イノベーション専門職大学（iU）客員教員に登録。
NFTゲーム「ポルカファンタジー」ゲームアドバイザーへ就任。
2024年、株式会社GameWithの子会社Contents studioの CCO(chief community Officer)に就任。

## 人物
「ゲームを通じて人と人が繋がる世界」を目指し、一貫したサービス提供と拡張を黒字化を行いながら実現している事業起業家。「ゲームのサービスが終了しても、人と人の繋がりは一生終わらない。」と公言しており、ゲームを主軸としたコミュニティサービスを提供している。
新規サービスをITやゲームを駆使して創出する事業を得意としている。
学生時代、ゲーム「遊☆戯☆王ONLINE」にて、世界ランキング1位を3度取得。
ゲーム「ロックマンエグゼシリーズ」にて、大阪・東京・名古屋大会にて優勝。
これらの経験から、ゲーム業界を志す。
新卒1年目に、学生時代に優勝経験があるロックマンエグゼシリーズの玩具メーカータカカラトミーに営業付き添いで往訪へ。当時の思い出・感動を株式会社タカラトミーへ伝えた所、当時のロックマンエグゼ玩具担当者から新規ゲームタイトル「ゾイド」の立ち上げ業務のオファーを受ける。
事業再編などにより、新しいサービスの企画書を三大クラウドサービス「GCP」「azure」「AWS」に持ち込むと、Google cloud platform関連会社クラウドエースからオファーを受け転職する。
その後、一般社団法人ゲームカルチャー協会を設立し、代表理事に就任。
ゲーム業界の社会課題を解決するための問題を起案し、解決を行うため行政へアプローチをかけると、内閣府　知的財産戦略推進事務局へ招待を受ける。
内閣府首相官邸ホームページ内の経営デザインシートへ掲載された。
株式会社GameWithを兼任し、Web2.0掲示板ゲーム攻略コミュニティから、Web3.0ゲームコミュニティの時代を見越したサービス展開を始めると、ゲームプレイワーカーの設置や、Discordを用いた公式コミュニティ運用代行サービスが成功を収め、株式会社GameWith子会社Contents studioの CCO(chief community Officer)へ就任した。

## 大会入賞実績
- 遊☆戯☆王ONLINE
  - ガンスリング　世界ランキング1位　2回取得
  - デュエリストトライアル　世界ランキング1位　取得
- ロックマンエグゼ5 ワールドホビーフェア 東京大会シニアクラス優勝
- ロックマンエグゼ5 SNBロードトゥファイナル 大阪大会マスターズクラス準優勝
- ロックマンエグゼ6 サバイバルネットバトル 大阪大会シニアクラス優勝
- ロックマンエグゼ6 サバイバルネットバトル 名古屋大会マスターズクラス優勝